# Le Chalange
Le Chalange – miejscowość i gmina we Francji, w regionie Normandia, w departamencie Orne.
Według danych na rok 1990 gminę zamieszkiwało 45 osób, a gęstość zaludnienia wynosiła 7 osób/km² (wśród 1815 gmin Dolnej Normandii Chalange plasuje się na 840. miejscu pod względem liczby ludności, natomiast pod względem powierzchni na miejscu 767.).